# Cheshmeh Bād
Cheshmeh Bād (persiska: چشمه باد) är en ort i Iran.   Den ligger i provinsen Kermanshah, i den nordvästra delen av landet, 400 km väster om huvudstaden Teheran. Cheshmeh Bād ligger 1 798 meter över havet och antalet invånare är 112.
Terrängen runt Cheshmeh Bād är kuperad. Runt Cheshmeh Bād är det ganska tätbefolkat, med 129 invånare per kvadratkilometer. Närmaste större samhälle är Varmazān Somāq, 14,9 km söder om Cheshmeh Bād. Trakten runt Cheshmeh Bād består i huvudsak av gräsmarker.